# Incredible Technologies
Incredible Technologies (раніше — Free Radical Software (FRS)) — американський дизайнер та виробник монетних відеоігор та ігор для казино III класу, що базується у Вернон Гіллз, штат Іллінойс.
Найпоширенішим продуктом компанії є серія Golden Tee Golf. У офісах компанії в передмісті Чикаго працює близько 200 людей.

## Історія
Фірма була заснована під назвою Free Radical Software у липні 1985 р. Річардом Діттоном, інженером з програмного забезпечення NASA, та Елейном Ходжсоном, біохіміком. Компанія була ігровою фірмою з розробки програмного забезпечення, що працювала в компанії Semaphore Systems, розробляючи Championship Wrestling  для Epyx та переносячи  Winter Games на Amiga та Atari ST, перш ніж бути перейменованою на Incredible Technologies.
Компанія розпочала роботу в підвалі будинку власників і розробила різноманітні розважальні проєкти, які можна орендувати, включаючи обладнання для пінболу та програмування ігор для Data East. У перші роки роботи ІТ намагалися зберегти прибутковість, не маючи популярних продуктів.
У 1988 році компанія розробила апаратне та програмне забезпечення для своєї першої відеоігри з управлінням монетами Capcom Bowling, яка використовувала трекбол для імітації руху кидка. У 1990 -х роках з'явився ще десяток назв під торговою маркою Strata Games: Strata Bowling, Arlington Horse Racing, Hot Shots Tennis, Peggle, Poker Dice, Rim Rockin’ Basketball, Ninja Clowns, Time Killers, Hard Yardage, Driver’s Edge, BloodStorm та Pairs.
У вересні 1989 року на Міжнародній виставці Асоціації операторів розваг та музики (AMOA) компанія запустила гру в гольф під назвою Golden Tee Golf, яка використовувала трекбол, подібний до гри в боулінг, цього разу для імітації замаху гольфіста. Протягом 1990 -х років ця гра наживала собіпослідовників, а до 1996 року щороку вона випускала оновлення гри. З моменту першого випуску компанія Golden Tee зазнала трьох основних змін в апаратній платформі: Golden Tee 3D Golf у 1995 році, Golden Tee Fore! у 2000 році та Golden Tee LIVE у 2005 році, що дозволяє гравцям брати участь у онлайн -турнірах за гроші та призи.
У 2009 році гра відзначила своє 20-річчя. Співзасновник Елейн Ходжсон була президентом компанії з часу її заснування в середині 1980-х років.

## Casino Gaming
В умовах зниження продажів відеоігор, що працюють з монетами, компанія урізноманітнила свою лінійку продуктів, вдосконаливши електронні ігрові автомати (EGM) та технологію ігрових автоматів. У 2008 році компанія випустила колекцію відеоігор, покеру та кено -ігор Magic Touch. Спочатку недоступні в США, ігри казино стали доступними на сайті Independence of the Seas Royal Caribbean.

## Технологія
Технологічні інновації компанії включають:
- Серверна технологія ITNet, що використовує CDMA (Code Division Multiple Access), яка збирає таку статистику, як оцінки гравців та турнірну активність з онлайн-машин, що керують монетами, без телефонних ліній та підключення до Інтернету
- Інструмент керування маршрутами Silent Partner, який був першим комп’ютерним інструментом, що дозволяє операторам відеоігор та торгових автоматів управляти електронними засобами та керувати колекціями машин.

## WiiWare
IT співпрацювала з n-Space, щоб створити Target Toss Pro: Bags, випущену 17 листопада 2008 р., А потім восени 2009 р. З ретро-назвою 1990-х років, Carnival King.
Ще одна гра Target Toss під назвою Target Toss Pro: Lawn Darts була випущена 27 вересня 2010 р. Вона має з’єднання Wi-Fi та онлайн-таблицю лідерів.